# Годой-Крус
Годо́й-Крус (исп. Godoy Cruz) — город на западе Аргентины, находится в провинции Мендоса. Население — 208 408 человек (2022). Входит в состав агломерации Большая Мендоса.

## Физико-географическая характеристика
Годой-Крус расположен в западной части Аргентины, у подножия Главной Кордильеры Анд. К западу от города возвышается самая высокая гора Южной Америки — пик Аконкагуа (6961 м). Ближайшие крупные города: Сан-Луис — в 240 км к востоку, в направлении Буэнос-Айреса; Сан-Хуан — в 165 км к северу и Сантьяго, столица Чили, — в 175 км к юго-западу.
Климат — континентальный, со значительными перепадами ночной и дневной температур. Ландшафт этой части страны представляет собою засушливые пампасы, однако город находится в оазисе, образовавшимся в междуречии Мендосы и Тунуяна. Микроклимат оазиса и орошение земель в пригородной зоне делают возможным возделывание винограда. В районе Годой-Круса повышенная сейсмичность; крупные землетрясения происходят примерно каждые 20 лет. Годой-Крус фактически слился с соседней Мендосой.

## История
Когда первые испанские колониалисты прибыли на земли нынешнего города, они обнаружили различные коренные народы, в частности племя тунуян. В 1753 году на этих землях поселился Томас де Кориа-и-Бохоркес, обустроивший в своём доме молельню, в которой останавливались некоторые миссионеры. Местные жители также приходили помолиться в этот храм, воздвигнутый в честь испанского монаха-доминиканца Викентия Феррера. Со временем храм преобразовался в приход, вокруг которого впоследствии было основано поселение Вилья-де-Сан-Висенте (исп. Villa de San Vicente).
Представителями власти являлись мэры региона, назначаемые кабильдо и отвечавшие преимущественно за порядок. Учреждение данной должности стало ответной мерой колониальных властей на события Майской революции 1810 года. В 1819 году жители Баррио-де-Сан-Висенте потребовали соорудить общественную площадь на участке, непосредственно примыкающем к городской часовне. Вокруг этой площади были основаны многочисленные предприятия и дома зажиточных людей, среди которых выделялась резиденция семьи Томба.
В 1855 году решением губернатора Мендосы Педро Паскуаля Сегуры территория Сан-Висенте была вынесена за пределы нынешнего департамента Лухан. Сегура заявил, что «в поселении есть площадь и часовня, то есть все необходимые условия для наделения его статусом города».  В 1889 году Вилья-де-Сан-Висенте переименован в Бельграно (исп. Belgrano), однако жители продолжали использовать прежнее название. 9 февраля 1909 года законодательное собрание Мендосы издало закон, согласно которому поселение стало городом и получило название Годой-Крус в честь губернатора Мендосы Томаса Годоя Круса.

## Экономика
Доминирующая отрасль экономики — виноделие и связанная с ней винодельческая промышленность. Предприятия главным образом специализируются на пищевой промышленности (консервирование овощей, фруктов и др.). В районе города ведётся промышленная добыча нефти.

## Спорт и туризм
В городе базируется клуб чемпионата Аргентины по футболу — «Годой-Крус». Команда до выхода в высший дивизион выступала на стадионе «Фелисиано Гамбарте», ныне на арене «Мальвинас Архентинас» в Мендосе. В городе расположен собор «Сан-Висенте-Феррер», являющийся одной из главных достопримечательностей региона.
- Винодельческие заводы вокруг города. Вина провинции Мендоса известны во всем мире. Ведущий сорт винограда, возделываемый здесь — мальбек.
- Катание на горных лыжах. Самый современный горнолыжный курорт Аргентины, Лас-Леньяс, находится недалеко от города.
- Пешеходный туризм[10].
- Поездка к чилийской границе, откуда открываются вид на самую высокую вершину Южной Америки — гору Аконкагуа.

## Известные уроженцы
- Кардосо, Нери Рауль (род. 1986) — аргентинский футболист, полузащитник.
- Кобос, Хулио (род. 1955) — аргентинский политик, экс-вице-президент страны (2007—2011).

## Галерея

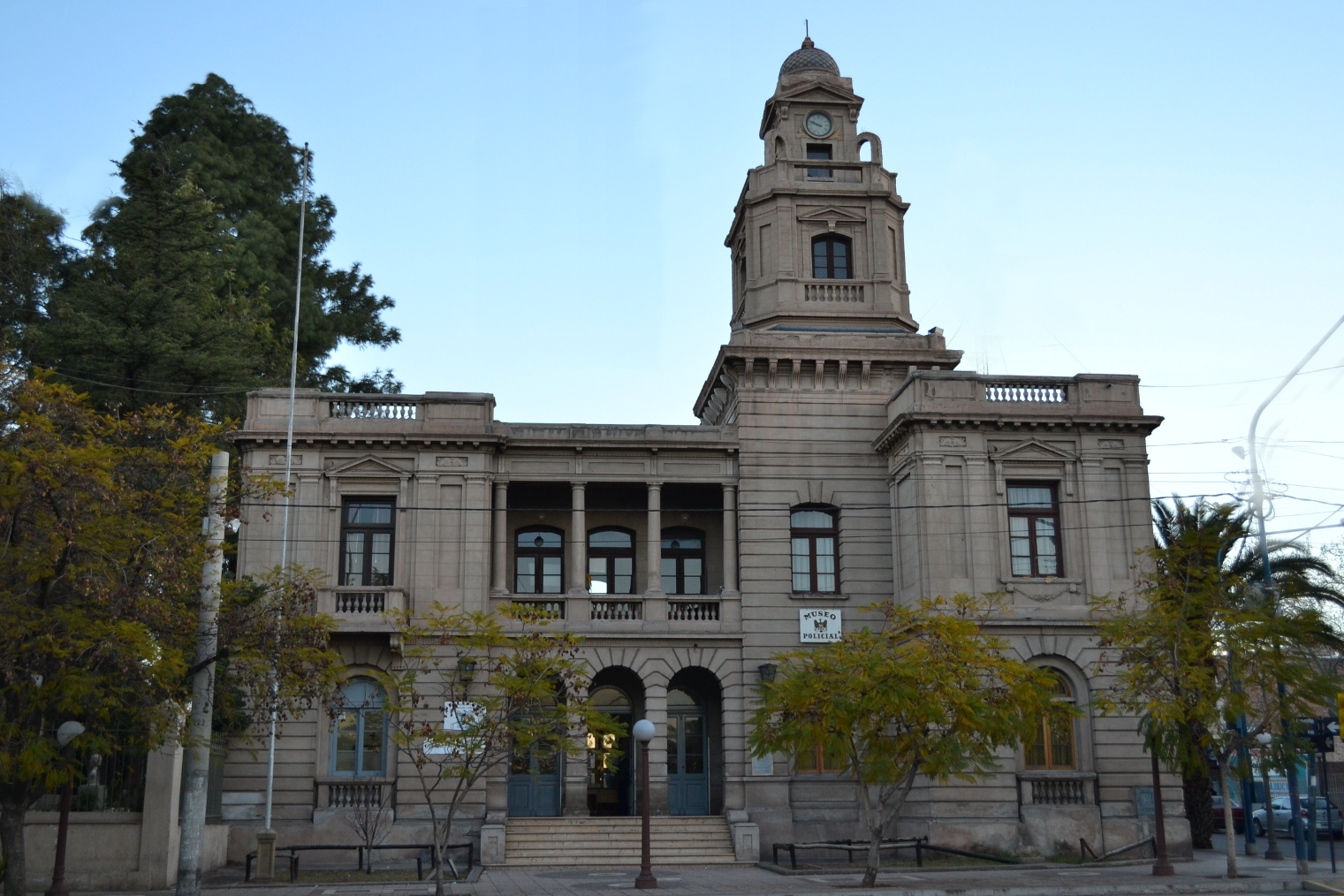
Здание полиции
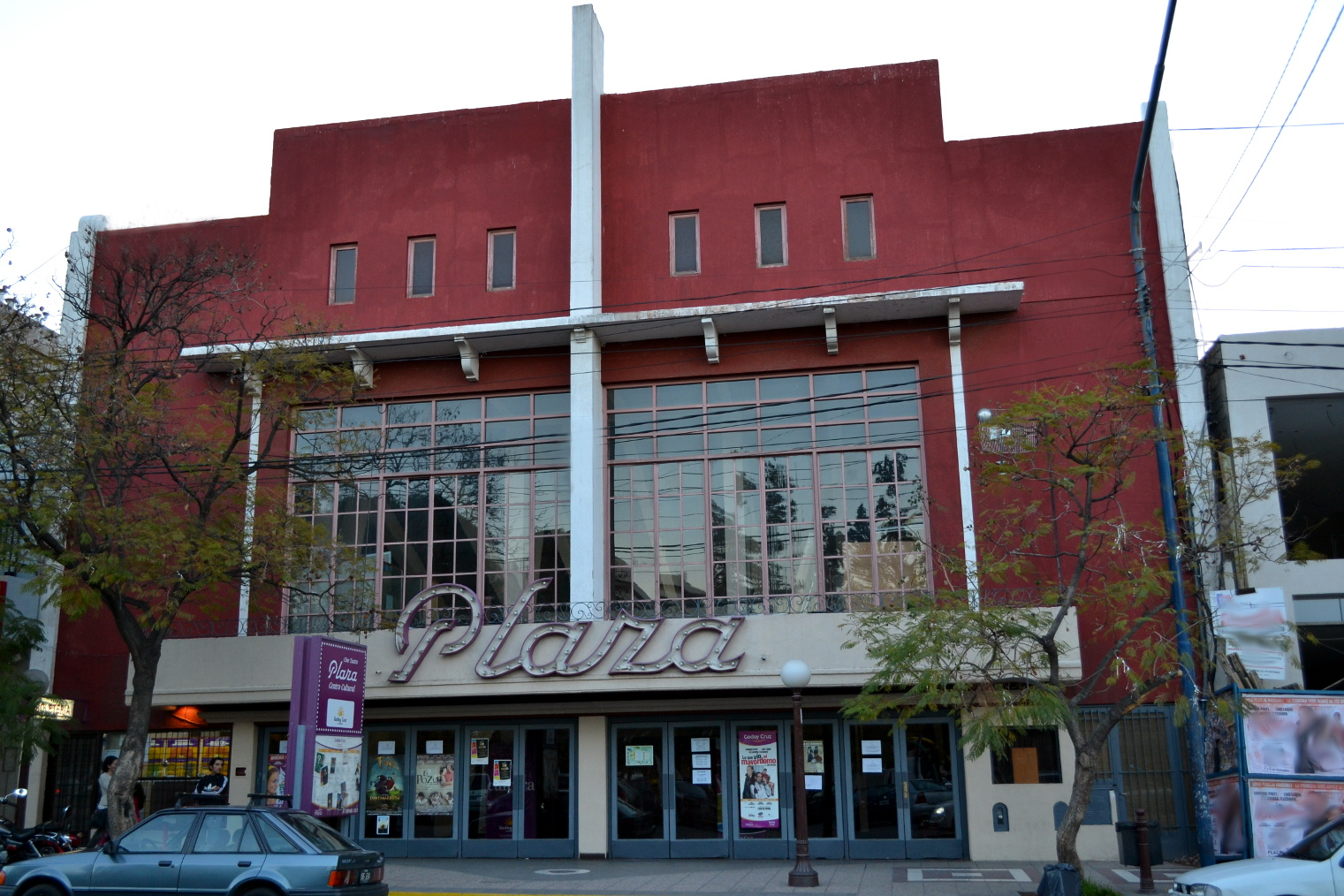
Кинотеатр «Плаза»
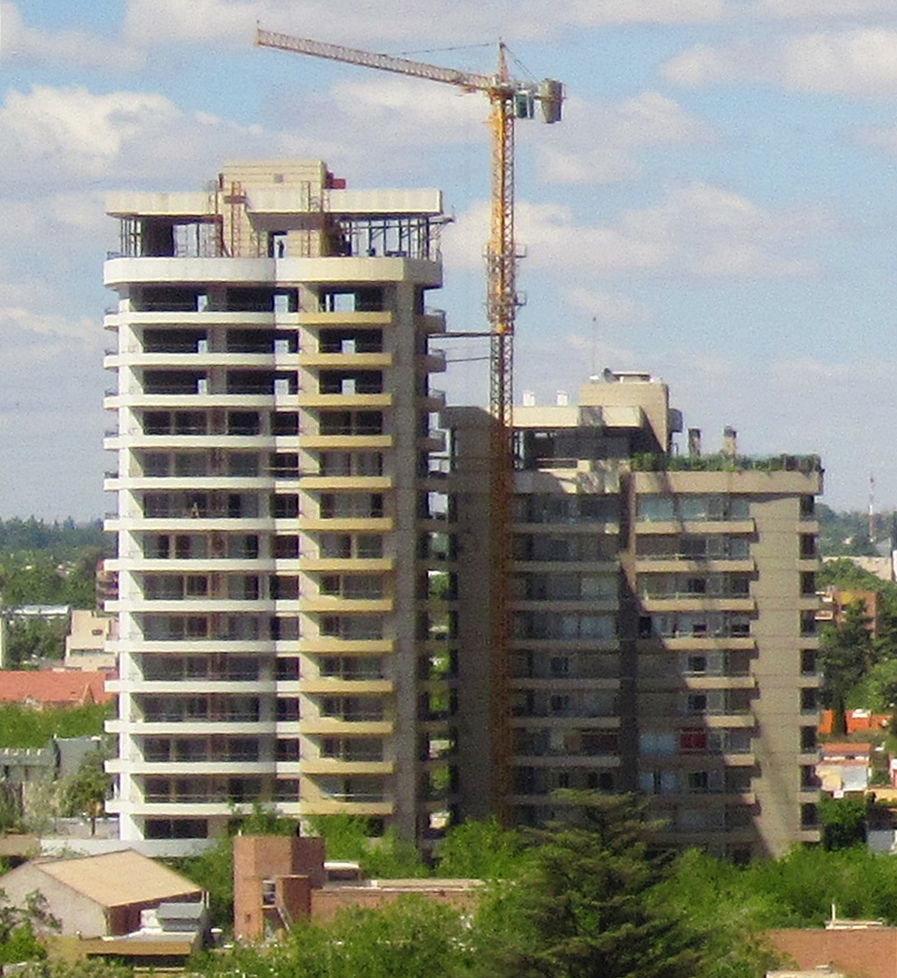
Строительство жилого комплекса Torres Agustinas
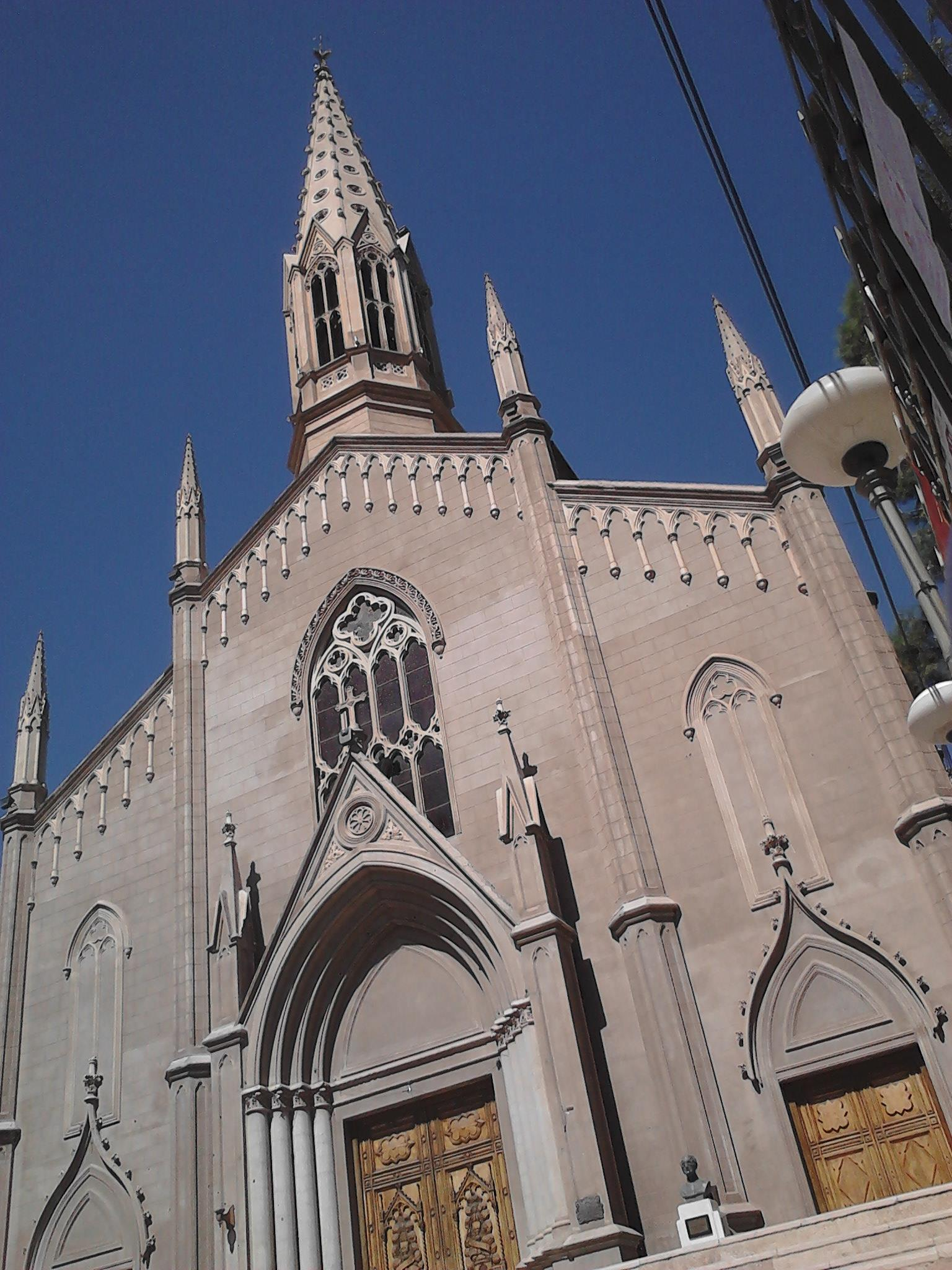
Собор «Сан-Висенте-Феррер»
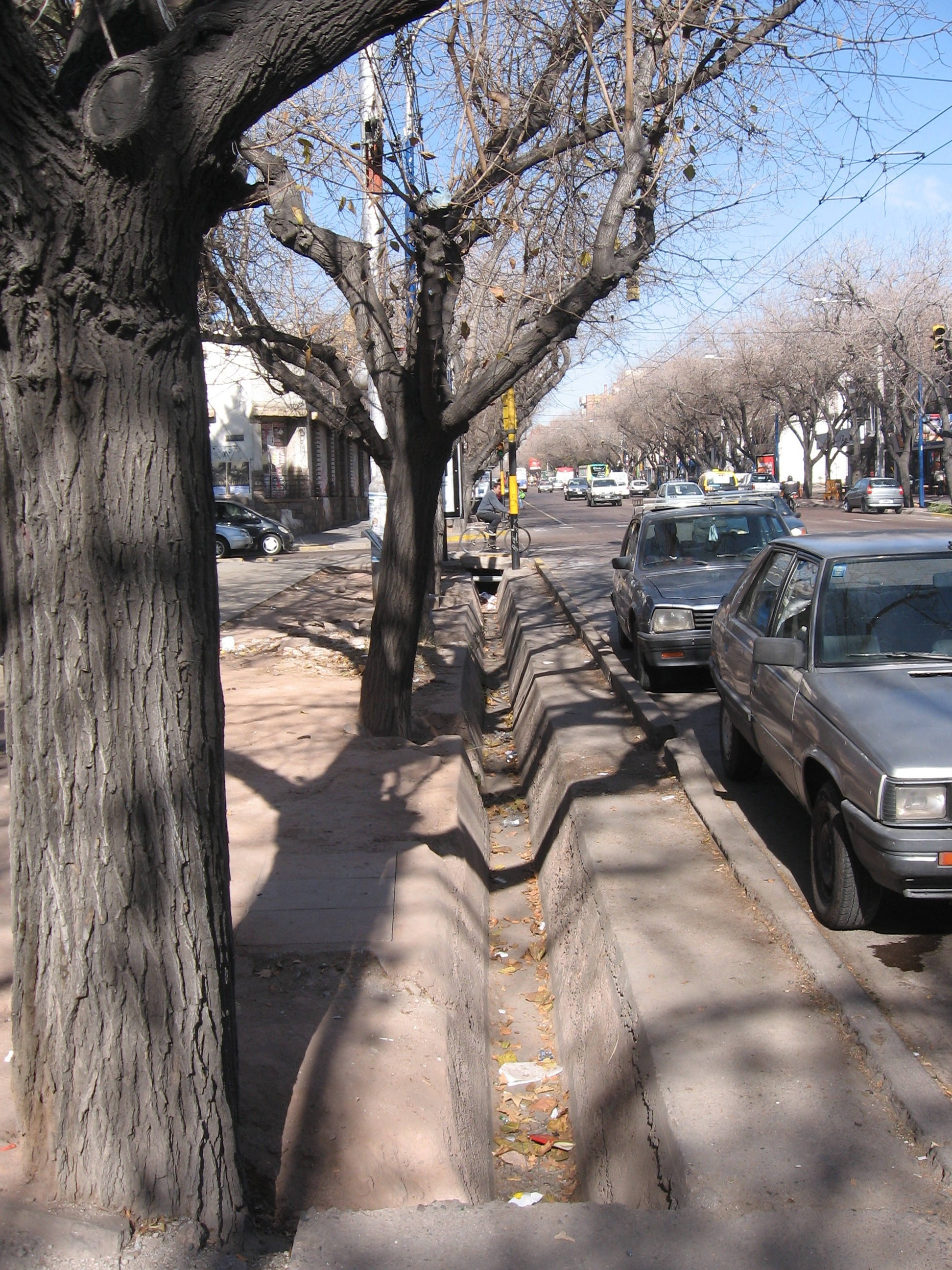
Городской канал
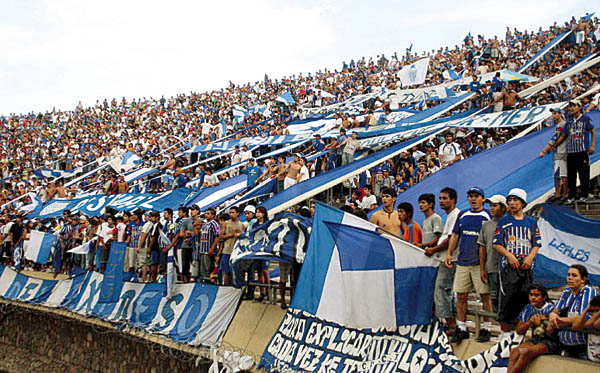
Болельщики ФК «Годой-Крус»